# Polnische Badmintonmeisterschaft 2015
Die Polnische Badmintonmeisterschaft 2015 fand vom 29. Januar bis zum 1. Februar 2015 in Sobótka statt. Es war die 51. Austragung der Titelkämpfe.

## Medaillengewinner
| Disziplin    | Gold                                                                          | Silber                                                                              | Bronze                                                                                                  |
| ------------ | ----------------------------------------------------------------------------- | ----------------------------------------------------------------------------------- | --- |
| Herreneinzel | Mateusz Dubowski (Hubal Białystok)                                            | Adrian Dziółko (Hubal Białystok)                                                    | Michał Rogalski (Hubal Białystok)                                                                       |
| Herreneinzel | Mateusz Dubowski (Hubal Białystok)                                            | Adrian Dziółko (Hubal Białystok)                                                    | Mateusz Świerczyński (UKS Orkan Przeźmierowo)                                                           |
| Dameneinzel  | Kamila Augustyn (SKB Litpol-Malow Suwałki)                                    | Joanna Stanisz (UKS Sokół Ropczyce)                                                 | Weronika Grudzina (MLKS Solec Kujawski)                                                                 |
| Dameneinzel  | Kamila Augustyn (SKB Litpol-Malow Suwałki)                                    | Joanna Stanisz (UKS Sokół Ropczyce)                                                 | Dominika Cygan (Ruch Piotrków Trybunalski)                                                              |
| Herrendoppel | Adam Cwalina (SKB Litpol-Malow Suwałki) Przemysław Wacha (Technik Głubczyce)  | Łukasz Moreń (SKB Litpol-Malow Suwałki) Wojciech Szkudlarczyk (Sport-Art. Lubin)    | Adrian Dziółko (Hubal Białystok) Mateusz Szałankiewicz (Technik Głubczyce)                              |
| Herrendoppel | Adam Cwalina (SKB Litpol-Malow Suwałki) Przemysław Wacha (Technik Głubczyce)  | Łukasz Moreń (SKB Litpol-Malow Suwałki) Wojciech Szkudlarczyk (Sport-Art. Lubin)    | Miłosz Bochat (MLKS Solec Kujawski) Paweł Pietryja (UKS Plesbad Pszczyna)                               |
| Damendoppel  | Aneta Wojtkowska (Technik Głubczyce) Agnieszka Wojtkowska (Technik Głubczyce) | Monika Bieńkowska (SKB Litpol-Malow Suwałki) Magdalena Witek (Solec Kujawski)       | Kinga Rudolf (Kolejarz Przemysłówka Częstochowa) Agata Stelmaszczyk (Kolejarz Przemysłówka Częstochowa) |
| Damendoppel  | Aneta Wojtkowska (Technik Głubczyce) Agnieszka Wojtkowska (Technik Głubczyce) | Monika Bieńkowska (SKB Litpol-Malow Suwałki) Magdalena Witek (Solec Kujawski)       | Ewa Piotrowska (Hubal Białystok) Edyta Tarasewicz (UKS Hubal Białystok)                                 |
| Mixed        | Paweł Pietryja (UKS Plesbad Pszczyna) Aneta Wojtkowska (Technik Głubczyce)    | Michał Łogosz (SKB Litpol-Malow Suwałki) Kamila Augustyn (SKB Litpol-Malow Suwałki) | Miłosz Bochat (MLKS Solec Kujawski) Magdalena Witek (MLKS Solec Kujawski)                               |
| Mixed        | Paweł Pietryja (UKS Plesbad Pszczyna) Aneta Wojtkowska (Technik Głubczyce)    | Michał Łogosz (SKB Litpol-Malow Suwałki) Kamila Augustyn (SKB Litpol-Malow Suwałki) | Wojciech Szkudlarczyk (Sport-Art. Lubin) Agnieszka Wojtkowska (Technik Głubczyce)                       |